# Dörte Hansen

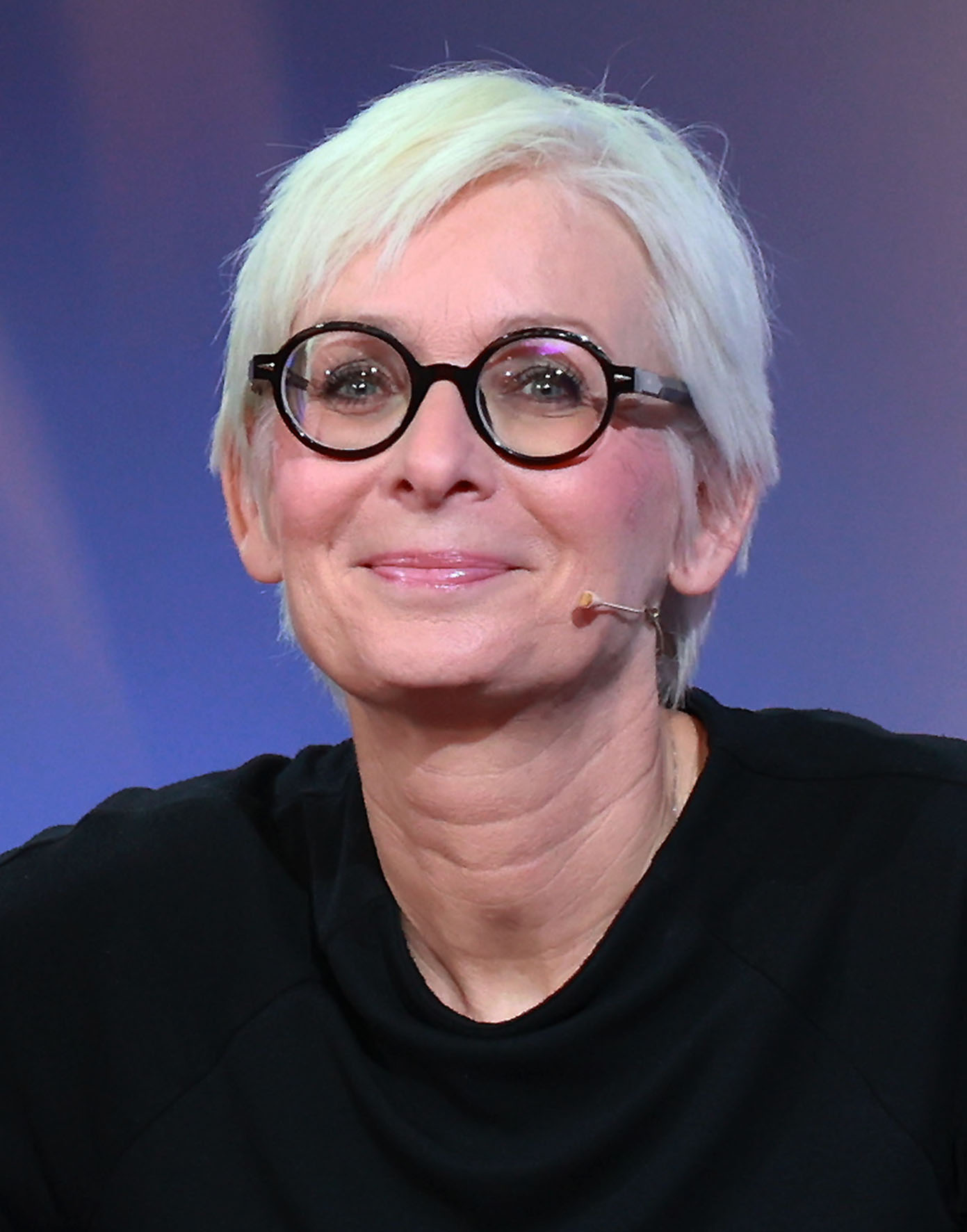
Dörte Hansen auf der Frankfurter Buchmesse 2022

Dörte Hansen (heute Dörte Hansen-Jaax; * 20. August 1964 in Husum) ist eine deutsche Journalistin und Schriftstellerin.

## Leben
Dörte Hansen wuchs in Högel im heutigen Amt Mittleres Nordfriesland auf, gesprochen wurde zuhause Plattdeutsch. Ihre „erste Fremdsprache“ Hochdeutsch lernte sie in der Grundschule.
Nach dem Abitur 1984 studierte sie an der Christian-Albrechts-Universität zu Kiel Soziolinguistik, Anglistik, Romanistik und Frisistik. 1994 wurde Hansen an der Universität Hamburg mit einer soziolinguistischen Arbeit über eine besondere Form der Zweisprachigkeit promoviert.
Dörte Hansen ist mit dem Dokumentarfilmregisseur Sven Jaax verheiratet und hat eine Tochter. Ab 2005 lebte sie mit ihrer Familie in Steinkirchen (Altes Land) und seit 2016 wieder in Husum. In der Familie daheim wird untereinander nur Plattdeutsch gesprochen.

## Wirken
Nach einem Praktikum beim Magazin Merian arbeitete sie bis 2008 als Journalistin für mehrere Hörfunksender (NDR, WDR, SWR, hr, DLF) und verschiedene Zeitschriften, bis 2012 dann als festangestellte Kulturredakteurin bei NDR Info. Seither ist sie als freie Autorin tätig.
In ihrem ersten Roman Altes Land (2015) verarbeitete Dörte Hansen kritisch das Thema Heimat: Viele Stadtmenschen entdeckten für sich das Land als Sehnsuchtsort Heimat und zögen aufs Dorf. Sie unterlägen dabei ihrer Ansicht nach jedoch einem Irrtum, denn sie spielten nur Landleben, machten „Bauerntheater“. Diese Thematik verknüpft sie mit dem Schicksal der weiblichen Hauptfigur als heimatloser Nachkriegsflüchtling aus Ostpreußen im Alten Land. Das Buch wurde ein Bestseller und von den meisten Kritikern gelobt. Es wurde 2020 in der Regie von Sherry Hormann als Zweiteiler fürs ZDF verfilmt, siehe Altes Land (Film).
Auch der zweite Roman Mittagsstunde (2018) lotet deutsches Dorfleben aus. Geschildert wird der kulturelle und zwischenmenschliche Wandel im fiktiven nordfriesischen Straßendorf „Brinkebüll“ von den 1960er-Jahren bis zum Erzählzeitpunkt. Die Autorin kommt dabei ohne Landleben-Idyllisierung aus und zeichnet in lakonischer Sprache die oft „skurrilen Charaktere mit viel Empathie“. Im Juni 2021 wurde eine musikorientierte Bühnenfassung von Mittagsstunde in Regie und Autorenschaft von Anna-Sophie Mahler am Hamburger Thalia Theater uraufgeführt. Die Kinoverfilmung von Mittagsstunde durch die Produktionsfirma Florida Film in der Regie von Lars Jessen mit Charly Hübner in der Hauptrolle startete am 22. September 2022 in den deutschen Kinos. Hansen selbst trug dazu bei, dass auch eine Fassung des Films mit allen Dialogen in plattdeutscher Sprache entstand.
Ihr im Herbst 2022 erschienener dritter Roman Zur See stieg auf Anhieb auf Platz 2 der Wochen-Bestseller der Börsenblatt-Liste der Belletristik-Hardcover und der Spiegel-Bestsellerliste ein. Er handelt von einer Kapitänsfamilie, die auf einer Nordseeinsel lebt, auf der sich das Leben durch den Tourismus immer stärker verändert. Der Roman ist in fast gleichförmig rhythmisierten Sätzen geschrieben, die an Jamben erinnern. Dadurch entsteht ein gedichtartiger Charakter, der in dem Hörbuch von der Sprecherin Nina Hoss deutlich hervorgehoben wird.

## Mitgliedschaften
- PEN-Zentrum Deutschland

## Auszeichnungen
- 2006: Medienpreis der Stiftung „Kinderrechte in der Einen Welt“ in der Kategorie Hörfunk für ihre NDR-Reportage Der Hamburger Kompass – Hilfe für Kinder alkoholkranker Eltern[17]
- 2015: Lieblingsbuch des Jahres des unabhängigen Buchhandels für Altes Land[18]
- 2016: Usedomer Literaturpreis für Altes Land
- 2019: Rheingau Literatur Preis für Mittagsstunde
- 2019: Niederdeutscher Literaturpreis der Stadt Kappeln[19]
- 2019: Grimmelshausen Literaturpreis für Mittagsstunde[20]
- 2022: Mainzer Stadtschreiberin[21]
- 2022: Kunstpreis des Landes Schleswig-Holstein[22]
- 2025: Mitglied der Akademie der Wissenschaften und der Literatur[23]

## Veröffentlichungen (Auswahl)
- Tou latje tääle. In: Nils Århammar, Christina Tadsen, Ommo Wilts (Hrsg.): Skriiw fresk, Schriw frasch, Skriiv friisk. Teksten tu a fresk literatüürweedstridj 1989/90. Nordfriisk Instituut, Bräist/Bredstedt NF 1993, ISBN 3-88007-205-1.
- Transfer bei Diglossie. Synchrone Sprachkontaktphänomene im Niederdeutschen. Dr. Kovač, Hamburg 1995, ISBN 3-86064-292-8 (Zugleich Dissertation Universität Hamburg).
- „An weißer Milch klebt rotes Blut!“ – Pastor Skrivers vegane Utopie. In: Nordfriisk Instituut (Hrsg.): Nordfriesland Nr. 164, Bräist/Bredstedt NF, Dezember 2008, ISSN 0029-1196.
- Fürchte dich nicht vor dem Familienberater. Reportage. In: Chrismon, Dezember 2009.[24]
- Altes Land. Roman, Knaus, München 2015, ISBN 978-3-8135-0647-1. (Platz 1 der Spiegel-Bestsellerliste vom 20. Juni bis zum 31. Juli und vom 8. August bis zum 4. September 2015)
  - Altes Land. Hörbuch, gekürzte Lesung von Hannelore Hoger, 4 CD, ca. 5 Std. 13 Min., Random House Audio, Hamburg 2015, ISBN 978-3-8371-3089-8.
  - Altes Land. Hörspiel nach Motiven aus dem Buch, Bearbeitung und Regie Wolfgang Seesko, Radio Bremen 2016.
  - Altes Land. Zweiteiliger Fernsehfilm nach der Romanvorlage, Drehbuch und Regie Sherry Hormann, ZDF 2020.
- Mittagsstunde. Roman, Penguin Verlag, München 2018, ISBN 978-3-328-60003-9.
  - Mittagsstunde. Hörbuch, ungekürzte Lesung von Hannelore Hoger, 11 Std. und 31 Min., Random House Audio, Hamburg 2018, ISBN 978-3-8371-4278-5.
  - Mittagsstunde (Film)[25]
- Zur See. Roman. Penguin, München 2022, ISBN 978-3-328-60222-4.